# 法界源流图
《法界源流图》是清代画家丁观鹏的绘画长卷，完成于1767年，由大理国画家张胜温的梵像卷改画而来。画卷高33（13英寸），宽1,635（644英寸），现藏于吉林省博物院。
清乾隆年间宫廷画家黎明所绘制的《法界源流图》摹本，高34.8（13.7英寸），宽1,656.5（652.2英寸），现藏于辽宁省博物馆。

## 大众文化
台湾佛教频道“法界卫星”（现十方法界卫视）的一首改编自《阿弥陀经》的歌曲《阿弥打不打雅》，使用《法界源流图》的滚动展示作为MV。